# James Henry Burns

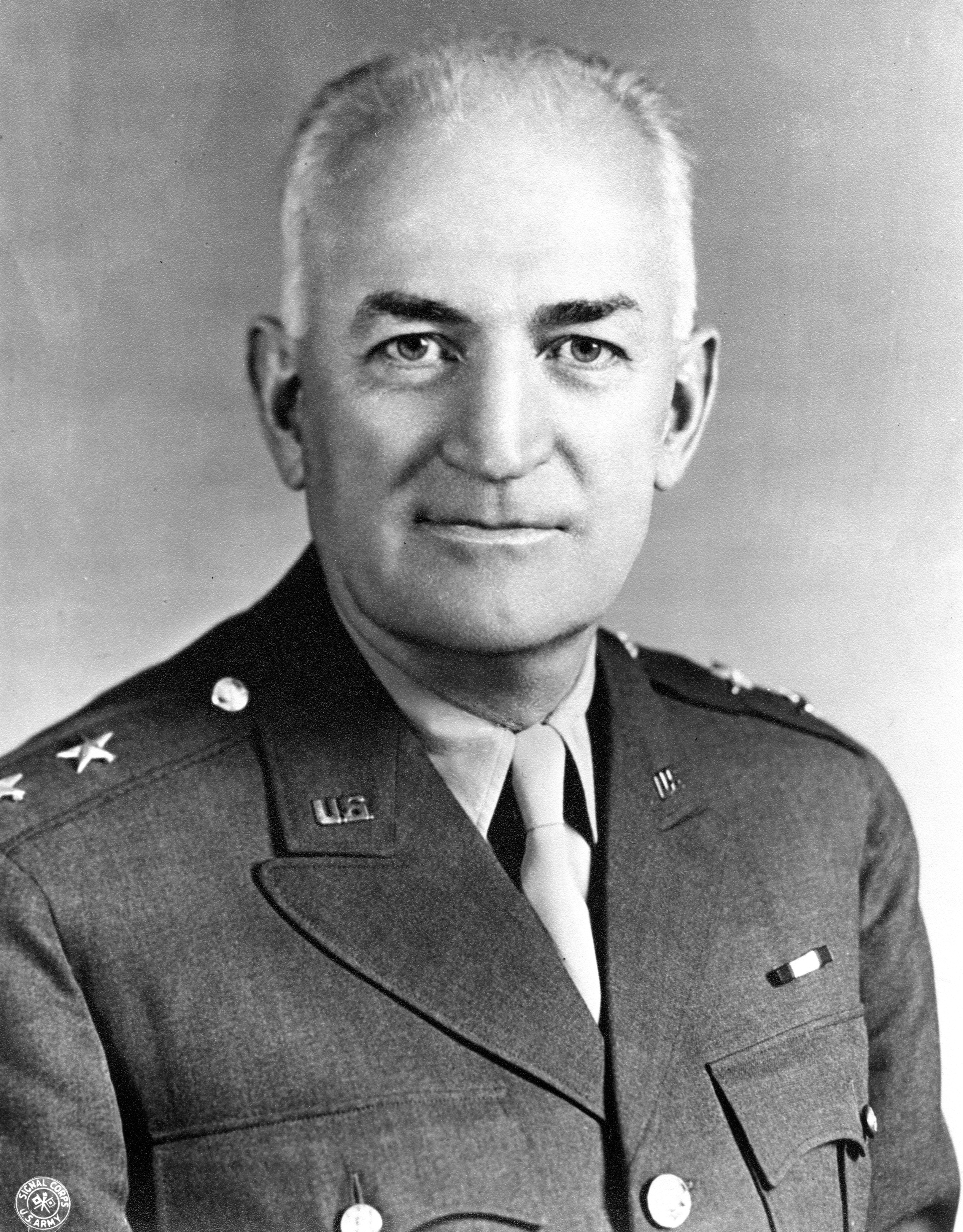
Vor 1944

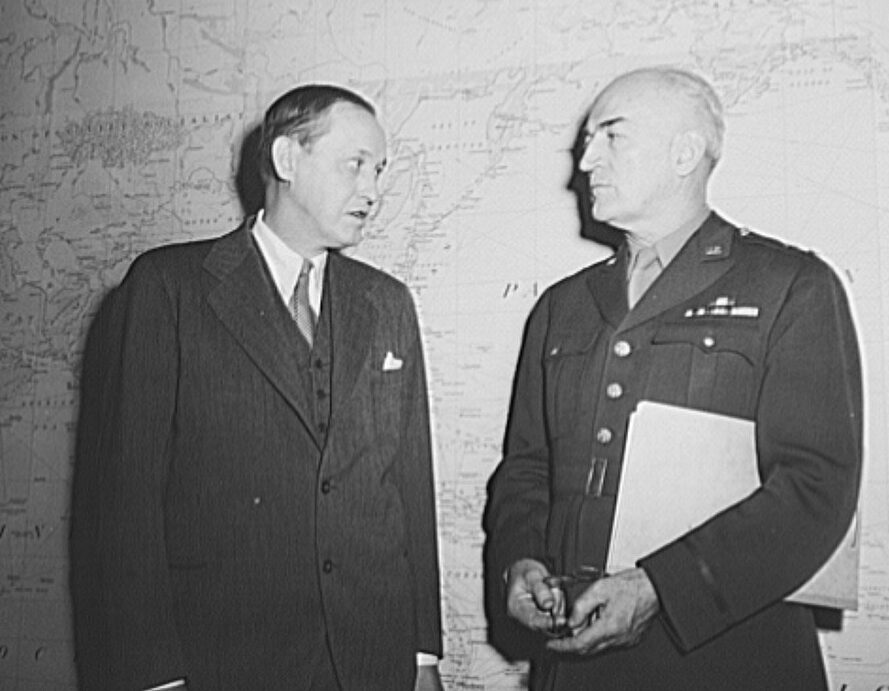
Burns und Harry Hopkins, 1943

James Henry Burns (* 13. September 1885 in Pawling, New York; † 27. November 1972) war zuletzt Generalmajor der US-Army. Er diente in beiden Weltkriegen in Positionen der amerikanischen Rüstungsproduktion. Im Zweiten Weltkrieg war er in leitender Funktion in der Administration des Leih- und Pachtprogramms und des Combined War Production Boards.

## Leben
Burns absolvierte seine militärische Ausbildung an der United States Military Academy in West Point und besuchte das Industrial College of the Armed Forces (1926) und das United States Army War College in Carlisle (1927). In der Zwischenkriegszeit war er im Ordnance Corps, im Kriegsministerium und beim Generalstab der Armee eingesetzt. 1940 koordinierte er mit dem Präsidentenberater Harry Hopkins die britischen und französischen Munitionskäufe in den Vereinigten Staaten. Zur Gründungszeit des Lend-Lease-Programms war er Hopkins wichtigster Mitarbeiter und er wurde später geschäftsführend für das Leih- und Pachtprogramm sowie ebenfalls unter Harry Hopkins für das Combined Munition Assignment Board zuständig. Eine durch Präsident Roosevelt verfügte und vom Senat bestätigte Beförderung zum Kommandeur des Army Ordnance Corps lehnte er im Mai 1942 auf Wunsch von Harry Hopkins aus Pflichtgefühl ab.

## Auszeichnungen
- Army Distinguished Service Medal (1922) für die Leitung der Produktion von Artilleriemunition
- Army Distinguished Service Medal (1944) für seine Tätigkeit beim Management des Leih- und Pachtprogramms in den Jahren 1941 und 1942[5]